# 妙山村
妙山村隸屬於浙江省湖州市吳興區妙西鎮，座落於妙西鎮西南，區域面積9.07平方公里，轄11個自然村，17個村民小組，共有461戶農戶，1377人。現有耕地2161畝，山林10992多畝，其中毛竹林4568畝、筍山1963畝。2007年村集體經濟總收入51萬元，農民人均純收入5986元，農民純收入主要來源於竹筍產業。

## 外部連結
- 妙山村[永久]